# Ксидас, Василиос
Василиос Ксидас (греч. Βασίλειος Ξυδάς; 1877—?) — греческий легкоатлет, участник летних Олимпийских игр 1896 года.
Родился в Афинах. Состоял в клубе «Атлитикос Омилос Атинон». На первых Олимпийских играх 1896 года выступал в прыжках с шестом, где занял пятое место с результатом 2,40 м, став единственным из пяти участвовавших в соревнованиях спортсменов, не получившим медаль.